# Avedøre Stadion
Avedøre Stadion er et fodboldstadion i Avedøre som er hjemsted for byens fodboldklub, Sjælland sserieklubben Avedøre IF.